# Zona temperată

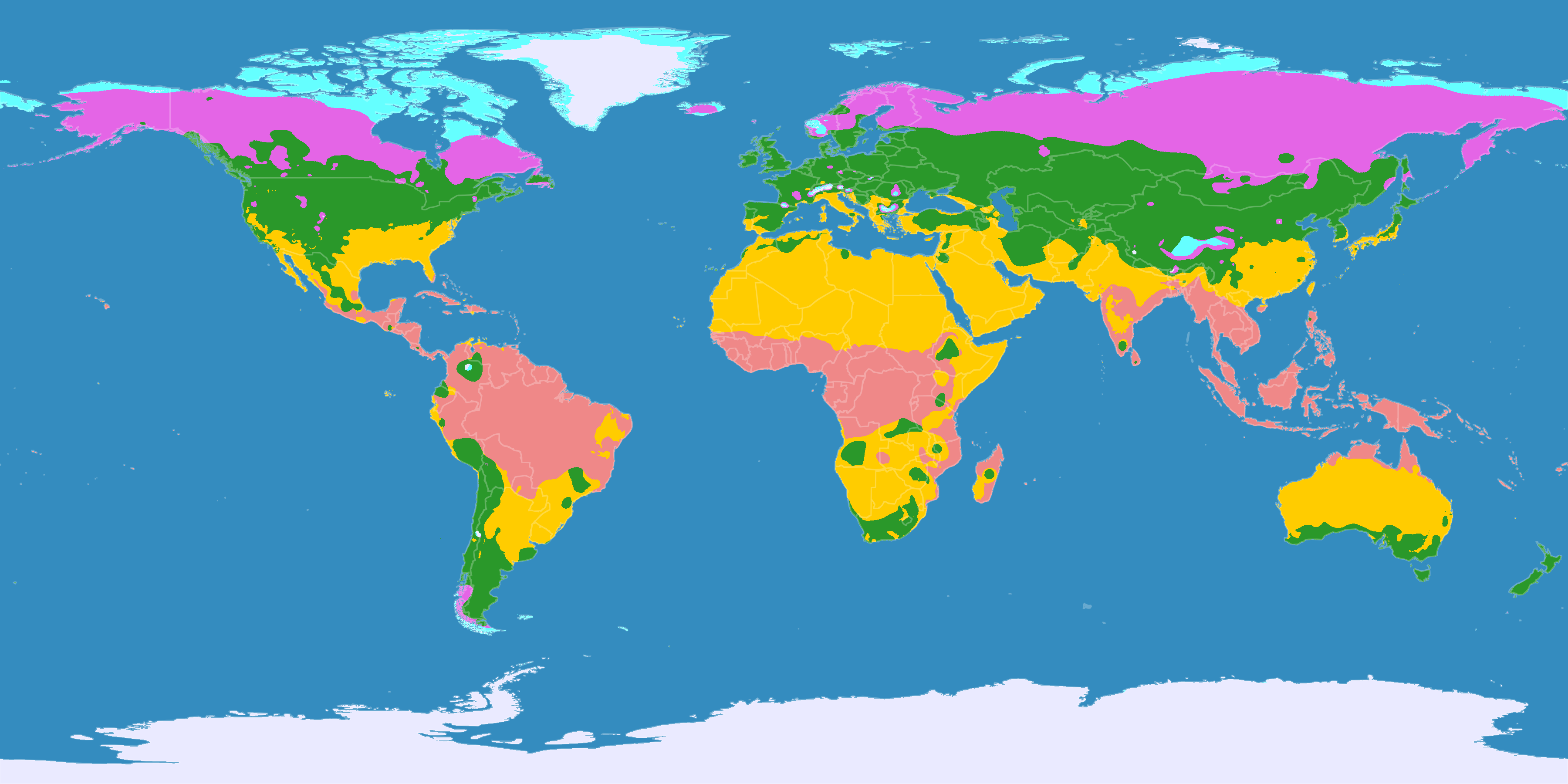
Hartă politică a lumii indicând în verde cele două zone temperate ale planetei noastre, cea nordică și cea sudică.

Zona de climă temperată indică în geografie cele două zone din emisferele nordică și sudică care sunt cuprinse între latitudinile tropicelor și ale cercurilor polare. Schimbările climaterice generale dintre vară și iarnă în aceste zone sunt treptate, indiferent dacă vremea se încălzește ori că se răcește, generând două anotimpuri intermediare, primăvara și toamna, între extremele temperaturilor celor mai scăzute (iarna) și a celor mai ridicate (vara). Indiferent de "vremea obișnuită" și de localizare geografică, climatul zonelor temperate poate oferi uneori vreme extrem de schimbătoare și greu de prezis. 
Zona nordică de climă temperată se extinde între Tropicul Racului, de la aproximativ 23,5 grade latitudine nordică până la Cercul polar de nord, la circa 66,5 latitudine nordică. Corespunzător, zona sudică de climă temperată se găsește între Tropicul Capricornului, situat la 23,5 grade latitudine sudică și Cercul polar de sud, la 66,5° latitudine sudică.
Climatul corespunzător zonei temperate se numește climat temperat. Oricum, denumirea este generică și vagă, întrucât în cadrul larg al "climatului temperat" există o multitudine de climate tipice, atipice sau specifice, care sunt grupate în general în climat temperat continental și climat temperat oceanic (sau maritim). 
Climatul oceanic sau maritim este evident influențat de masele mari de apă sărată, oceane și mări, a căror prezență ajută sensibil la stabilizarea umidității și a temperaturii de-a lungul unui an întreg. Deoarece în zonele temperate, vânturile predominante sunt cele care bat dinspre vest, climatul maritim este tipic pentru marginea vestică continentelor din emisfera nordică. Astfel, în Europa, întreg vestul acesteia, din sudul Portugaliei până la jumătatea Norvegiei, la circa 65°–66° latitudine nordică, respectiv întreaga coastă americană a Statelor Unite și a Canadei la Oceanul Pacific, între 40° și 60° latitudine nordică sunt exemple tipice de climat oceanic. 

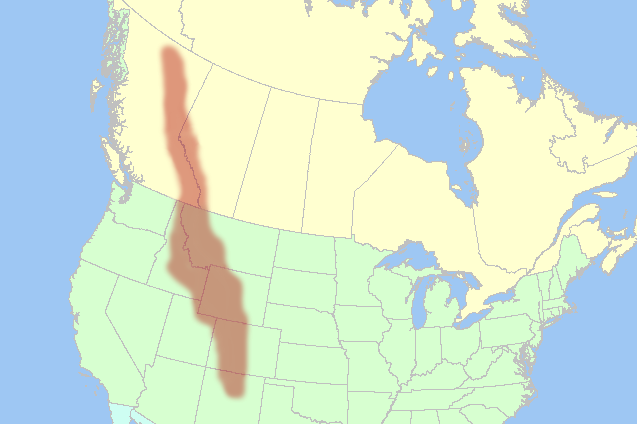
Lanțul Munților Stâncoși, în Canada și Statele Unite.

Climatul temperat continental este de obicei situat în interiorul continentelor, unde există suprafețe mari de uscat în toate direcțiile, deși alteori este determinat de orientările lanțurilor muntoase. Masa mare de uscat amplifică efectul climatului continental atât în absorbția cât și în pierderea căldurii. Spre exemplu, în Asia, Siberia, Mongolia și Asia Centrală ilustrează foarte clar rolul maselor mari de uscat în definirea climatului temperat continental tipic. Celălalt factor determinant îl reprezintă lanțurile muntoase înalte, care rețin umiditatea transportată de nori. Spre exemplu, în America de Nord, din cauza orientării lanțului Munților Stâncoși de la nord spre sud-vest și sud-sud-vest, toate zonele situate la est de aceștia au climă temperat continentală, din cauza barieriei naturale a Stâncoșilor. Ca un contraexemplu se poate menționa lanțul Alpilor, care deși suficient de înalt, fiind orientat de la vest la est, nu blochează accesul masiv al umidității oceanice înspre interiorul continentului european. 
Cea mai mare parte a populației umane a planetei noastre locuiește în zonele temperate, și în special în emisfera nordică.